# Gypshütte
Gypshütte ist ein Gemeindeteil der Gemeinde Steinsfeld im Landkreis Ansbach (Mittelfranken, Bayern). Gypshütte liegt in der Gemarkung Endsee.

## Geografische Lage
Die Einöde liegt etwa zwei Kilometer nordöstlich der Ortsmitte von Steinsfeld am Südwestfuß des bewaldeten Endseer Bergs. Unmittelbar östlich grenzt an den Ort mit drei Hausnummern und etlichen anderen Gebäuden ein etwa 6 ha großer Bruch im Gipskeuper. Eine Gemeindeverbindungsstraße führt nach Hartershofen zur Kreisstraße AN 8 (2 km südlich) bzw. zur Staatsstraße 2416 (0,5 km nördlich), die nach Reichelshofen (1,1 km westlich)  bzw. nach Endsee (1 km östlich) verläuft. Eine weitere Gemeindeverbindungsstraße führt nach Reichelshofen zur St 2416 (1,1 km nordwestlich).

## Geschichte
Mit dem Gemeindeedikt (frühes 19. Jahrhundert) wurde Gypshütte dem Steuerdistrikt Steinach und der Ruralgemeinde Hartershofen zugeordnet. Spätestens 1840 wurde der Ort nach Endsee umgemeindet. Im Zuge der Gebietsreform in Bayern wurde diese am 1. Mai 1978 nach Steinsfeld eingemeindet.

### Baudenkmal
- Wildbannstein, 1547.[6]

### Einwohnerentwicklung
| Jahr      | 001818 | 001840 | 001861 | 001871 | 001885 | 001900 | 001925 | 001950 | 001961 | 001970 | 001987 | 002009 | 002015 | 002023 |
| Einwohner | 10     | 17     | 14     | 22     | 17     | 16     | 17     | 17     | 13     | 15     | 10     | 10     | 9      | 9      |
| Häuser    | 1      | 2      |        |        | 3      | 3      | 3      | 1      | 3      |        | 3      |        |        |        |
| Quelle    | [ 8 ]  | [ 9 ]  | [ 10 ] | [ 11 ] | [ 12 ] | [ 13 ] | [ 14 ] | [ 15 ] | [ 16 ] | [ 17 ] | [ 18 ] | [ 19 ] |        | [ 1 ]  |

## Religion
Der Ort ist seit der Reformation evangelisch-lutherisch geprägt und bis heute nach St. Maria (Steinsfeld) gepfarrt. Die Einwohner römisch-katholischer Konfession sind nach St. Johannis (Rothenburg ob der Tauber) gepfarrt.